# UMMC Iekaterinburg
El UMMC Iekaterinburg és un club femení de basquetbol de basquetbol que juga a la Lliga de Rússia. Va ser fondat al 1938 com a Zenit Iekaterinburg, i posteriorment va canviar el seu nom a Uralmash Iekaterinburg. Als anys setanta va aconseguir els seus majors èxits a l'era soviètica, dos terceres posicions a la lliga.
El 2000 va adoptar el seu nom actual i va començar la seu època daurada, amb tres Eurolligues i deu lligues nacionals.

## Palmarès
- 3 Eurolligues
  - 02/03 - 12/13 - 15/16
- 10 Lligues de Rússia
  - 2002 - 2003 - 2009 - 2010 - 2011 - 2012 - 2013 - 2014 - 2015 - 2016
- 7 Copes de Rússia
  - 2005 - 2009 - 2010 - 2011 - 2012 - 2013 - 2014